# Korsholmen (nordöst om Bastö, Borgå)
Korsholmen är en ö i Finland. Den ligger i Finska viken och i kommunen Borgå i landskapet Nyland, i den södra delen av landet. Ön ligger omkring 61 kilometer öster om Helsingfors.
Öns area är 4,9 hektar och dess största längd är 400 meter i sydväst-nordöstlig riktning.